# Vénus com Sátiro e Cupidos (Annibale Carracci)
Vénus com Sátiro e Cupidos (Venere e Satiro con due amorini, em italiano), ou também designada por A Bacante, é uma pintura a óleo de 1588-90 de Annibale Carracci, mestre pintor italiano da designada Escola de Bolonha, e que se encontra actualmente nos Uffizi, em Florença.
A tela foi vendida em 1620 por um cavalheiro bolonhês, Camillo Bolognetti, a um emissário do Grande Duque da Toscânia. Em Florença, a pintura esteve sempre nas coleções dos Medici, onde foi considerada digna de ser exibida na Tribuna degli Uffizi, sala reservada às obras mais destacadas de propriedade dos Medici. A Vénus de Annibale Carracci aparece de facto na pintura de Johann Zoffany que representa esta colocação (imagem em baixo), estando ao alto do lado esquerdo, ao lado da Caridade de Guido Reni e por cima da Virgem da Cadeira de Raffaello Sanzio.
Não se conhecem registos anteriores à venda de 1620, sendo por isso incerta a data da obra. No entanto, a forte influência veneziana que caracteriza a Vénus com Sátiro e Cupidos aponta como datação plausível o final da nona década do século XVI, pouco depois de Annibale ter passado por Veneza.
Devido à respectiva carga erótica, a pintura foi coberta no século XVIII com outra pintura, usada como cortina, que foi removida apenas no início do século XIX.

## Descrição e significado iconográfico

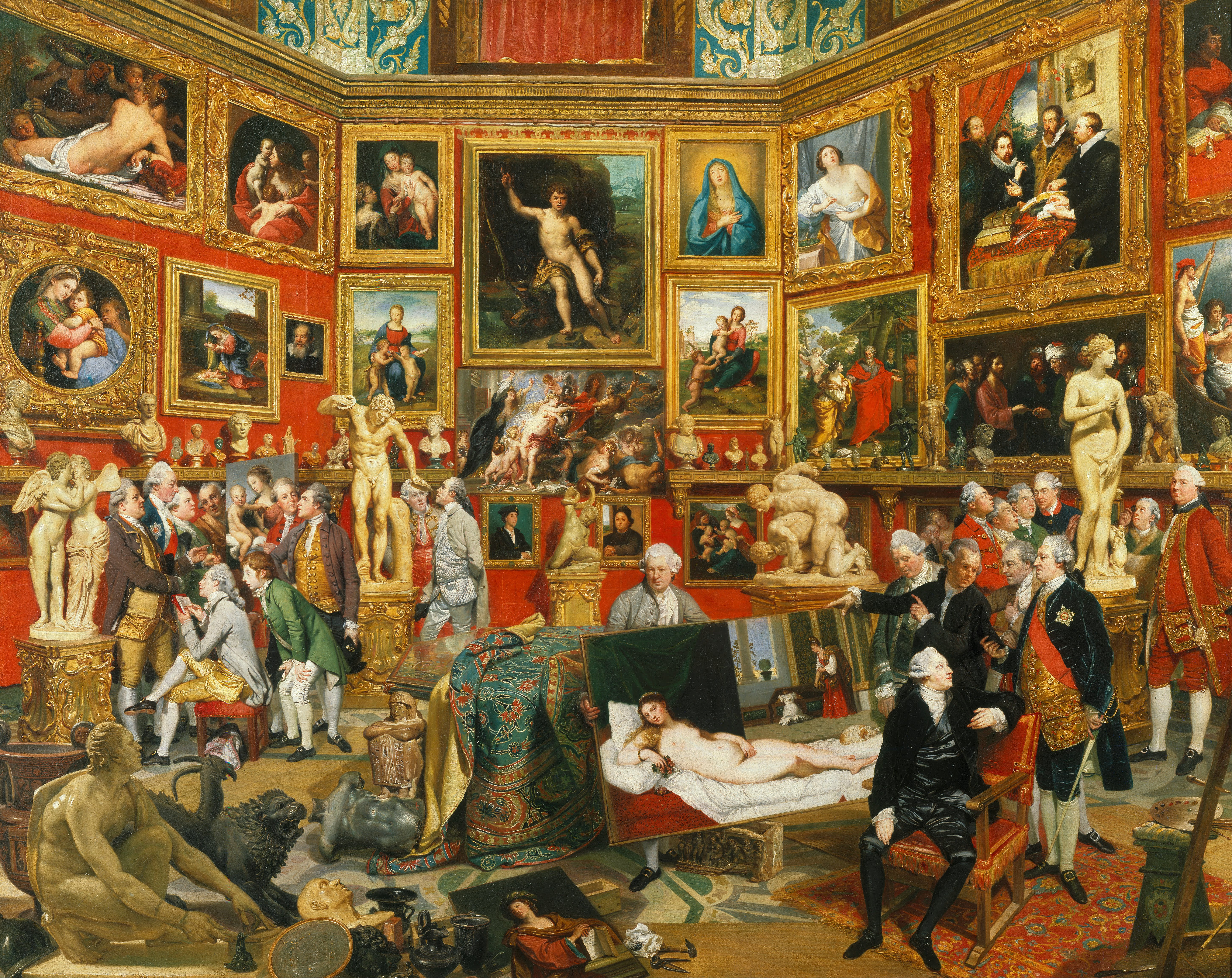
A Tribuna dos Uffizi (1772-78), de Johann Zoffany, Royal Collection, no Windsor Castle

Dada a sensualidade explícita da pintura, devido à nudez da deusa, cujas nádegas são bem visíveis em primeiro plano da tela, na obra há uma clara alusão sexual, sublinhada pelo contraste entre as formas opulentas e rosáceas de Vénus com as escuras do sátiro, por sua vez emblema do instinto erótico, a que também está associada a oferta de uma taça de uvas, que ele dá à deusa, fruto dionisíaco por excelência.
Trata-se de um tema recorrente nas pinturas "de quarto", destinadas aos ambientes estritamente privados de casas nobres e muitas vezes caracterizadas por temas de conteúdo erótico, para o prazer do senhor da residência.
Embora não se duvide que a pintura tenha este valor, nela se encontra simultaneamente um substrato moral. Observa-se, de fato, que a deusa se subtrai à abordagem do sátiro e, de fato, se cobre pudicamente com um pano branco. Mas é acima de tudo a ação dos dois putti que revela este aspecto edificante.
Na verdade, enquanto o que está no canto inferior esquerdo abraça uma coxa de Vénus - quase envergonhado do assalto do sátiro - e mostra a língua numa pose lasciva (mas também um pouco cómica), o outro, no canto superior à direita, chega em voo e pega o sátiro pelos chifres parando seu impulso.
Os dois putti são pois Eros e Anteros, perpetuamente em conflito entre si, tal como a luta entre os instintos "baixos" do corpo e das paixões (Eros) e as elevadas aspirações do amor espiritual e virtuoso (Anteros). Obviamente, como exige a moral da época, a palma da vitória é destinada a Anteros, que na verdade está prestes a coroar Vénus com uma grinalda.
A Vénus desta pintura é assim entendida como Vénus Celeste, ou seja, a faceta da deusa que encarna os aspectos "nobres" do amor que, em última análise, se referem ao amor de Deus, em oposição à Vénus Terrena (ou Vulgar), que pelo contrário simboliza os aspectos "prejudiciais" deste sentimento: a vaidade, a senilidade das paixões e a lascívia.
Belíssima na pintura é também a inserção de muitos detalhes: o penteado de Vénus, em que estão colocadas pérolas, o travesseiro fino sobre o qual descansa a deusa, a pequena faixa de verdura na parte inferior, onde emergem margaridas.

## Referências estilísticas

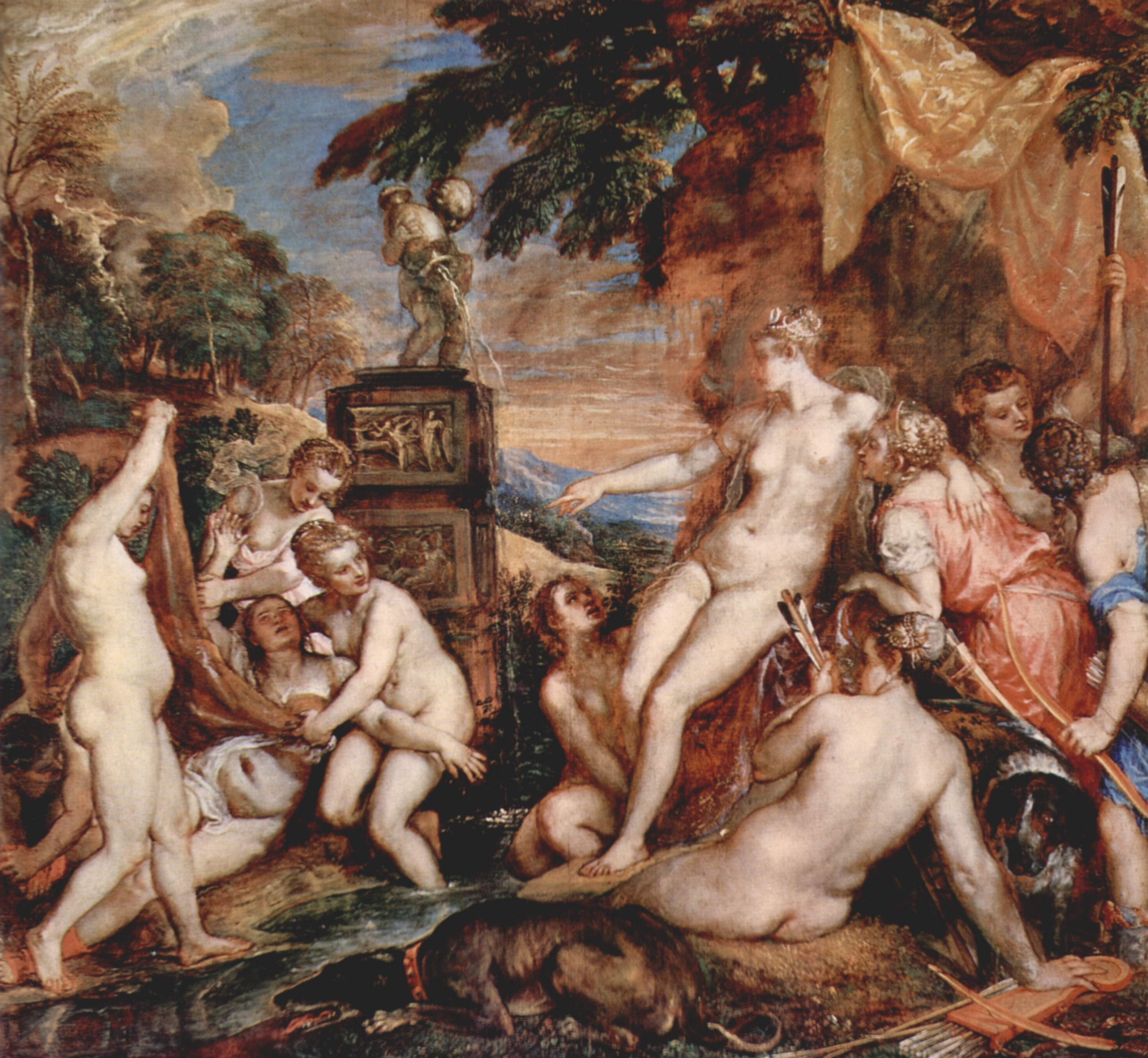
Diana e Calisto (1559), Tiziano, Museu do Prado, Madrid

## Outras imagens

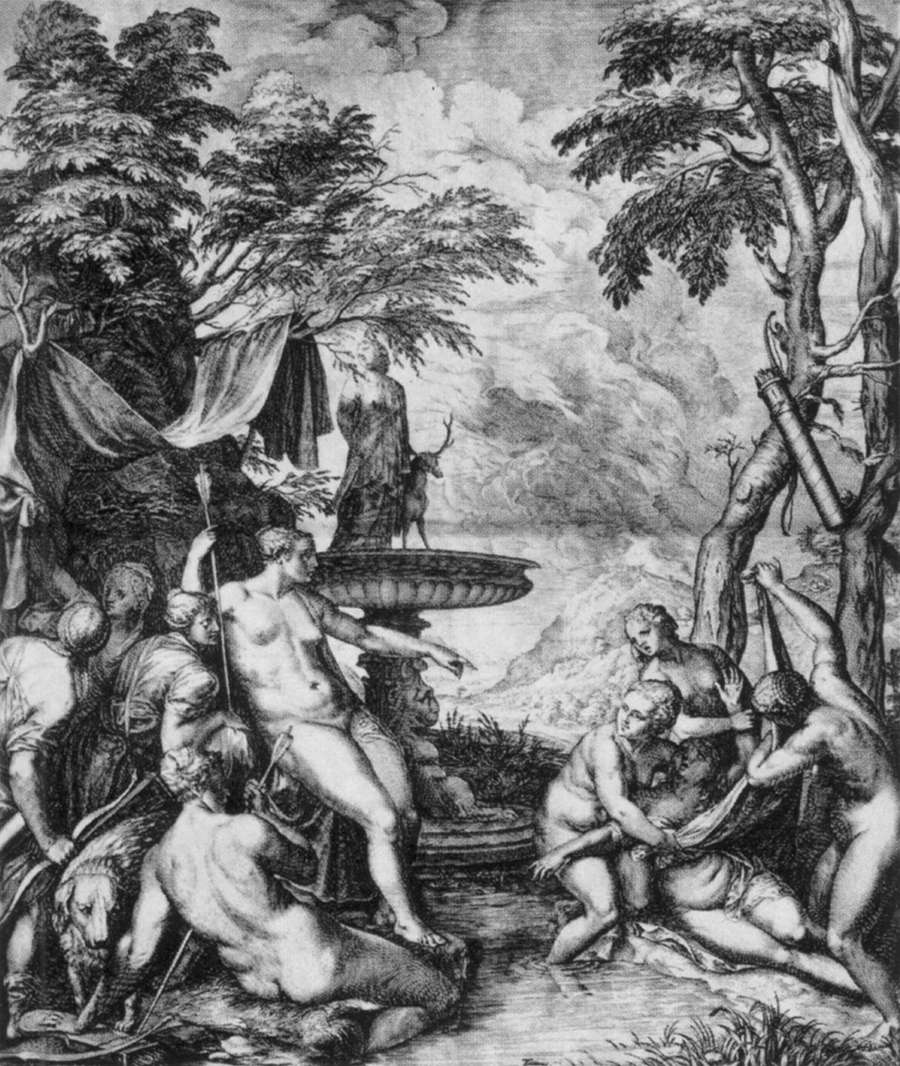
Diana e Calisto (1566), gravura de Cornelis Cort com base na pintura de Tiziano, no British Museum, Londres
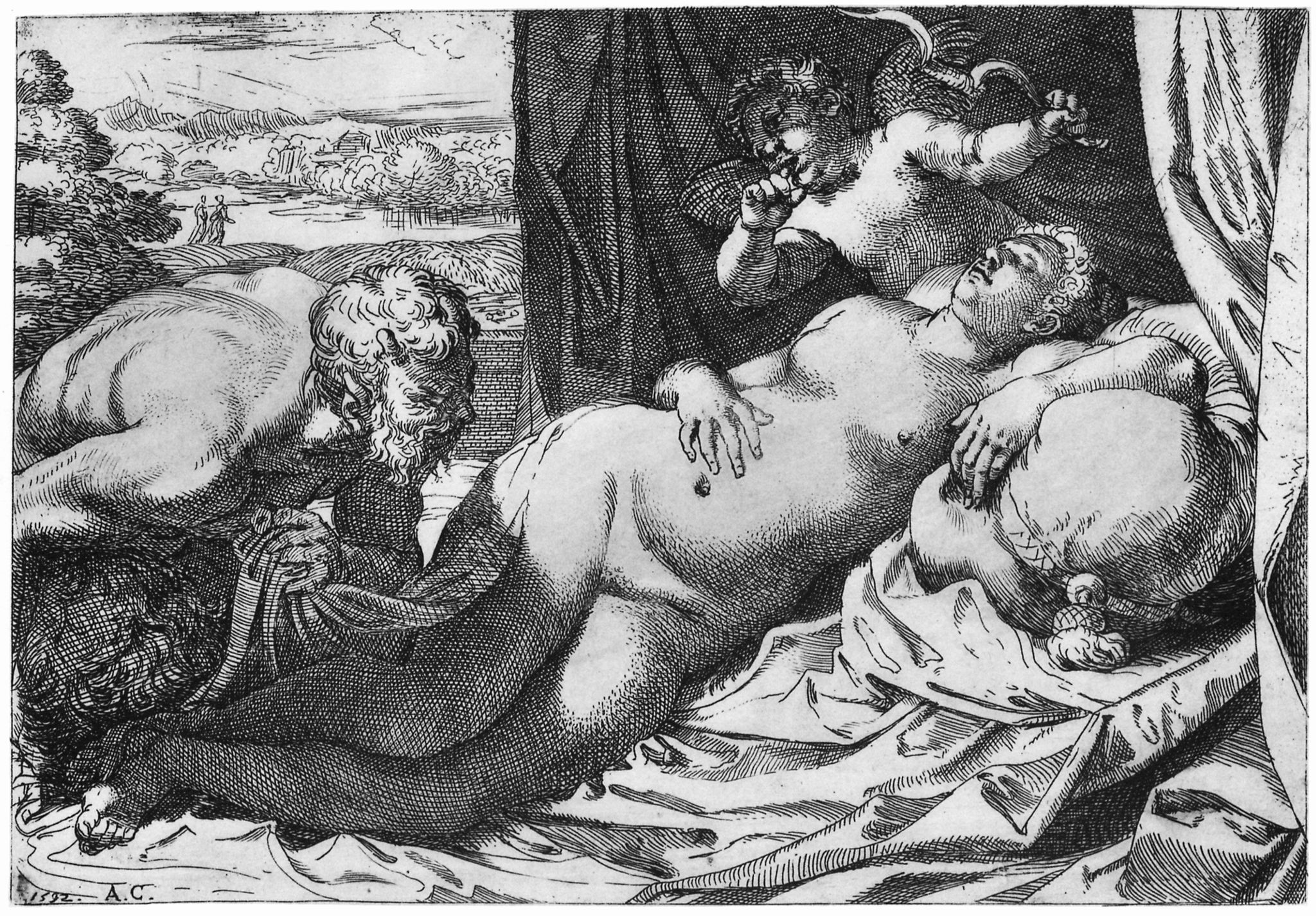
Giove e Antiope ou Venere insidiata da un Satiro (1592), de Annibale Carracci, Staatliche Kunsthalle, de Karlsruhe
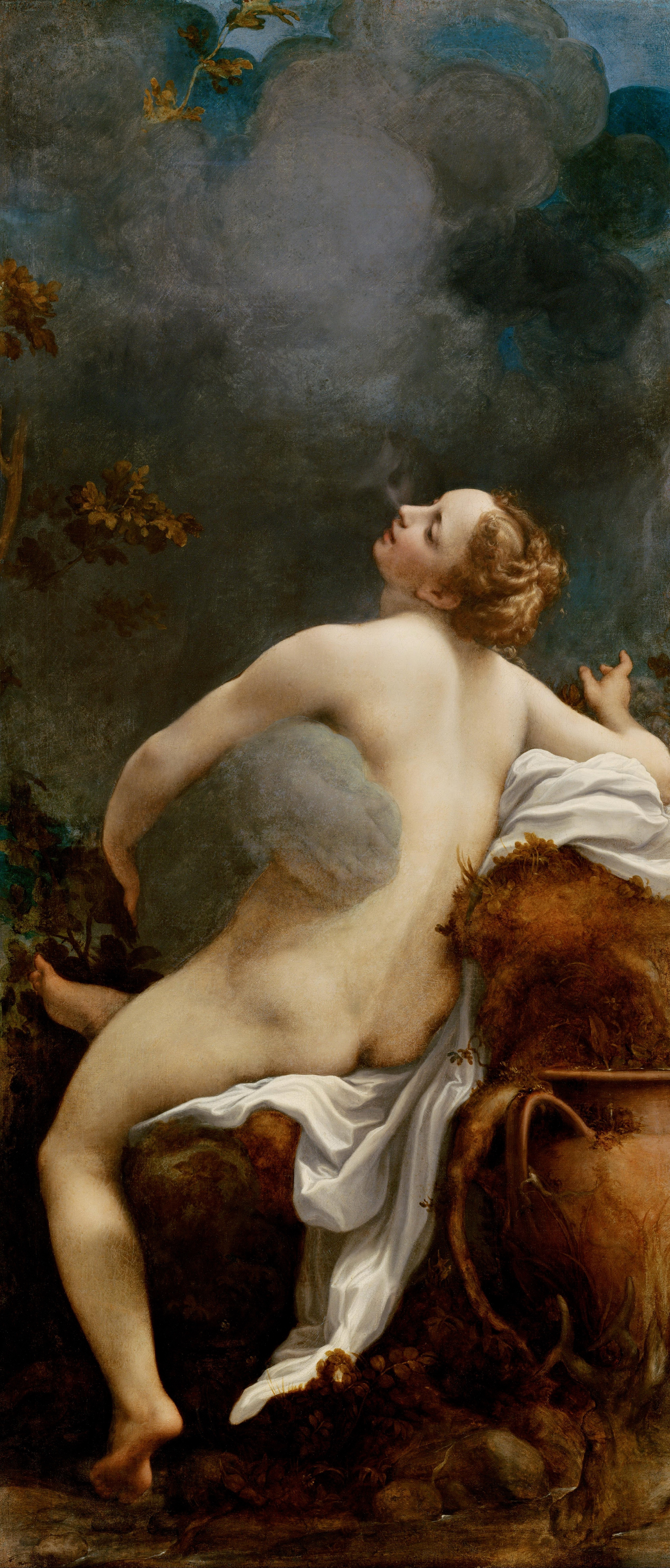
Júpiter e Io (1532-33), Corregio, Museu de História da Arte em Viena